# Завади (Бжезінський повіт)
Завади (пол. Zawady) — село в Польщі, у гміні Дмосін Бжезінського повіту Лодзинського воєводства.
Населення — 93 особи (2011).
У 1975-1998 роках село належало до Скерневицького воєводства.

## Демографія
Демографічна структура станом на 31 березня 2011 року:
|          | Загалом | Допрацездатний вік | Працездатний вік | Постпрацездатний вік |
| -------- | ------- | ------------------ | ---------------- | -------------------- |
| Чоловіки | 45      | 7                  | 31               | 7                    |
| Жінки    | 48      | 12                 | 22               | 14                   |
| Разом    | 93      | 19                 | 53               | 21                   |